# SixthSense
Pour les articles homonymes, voir Sixième sens.

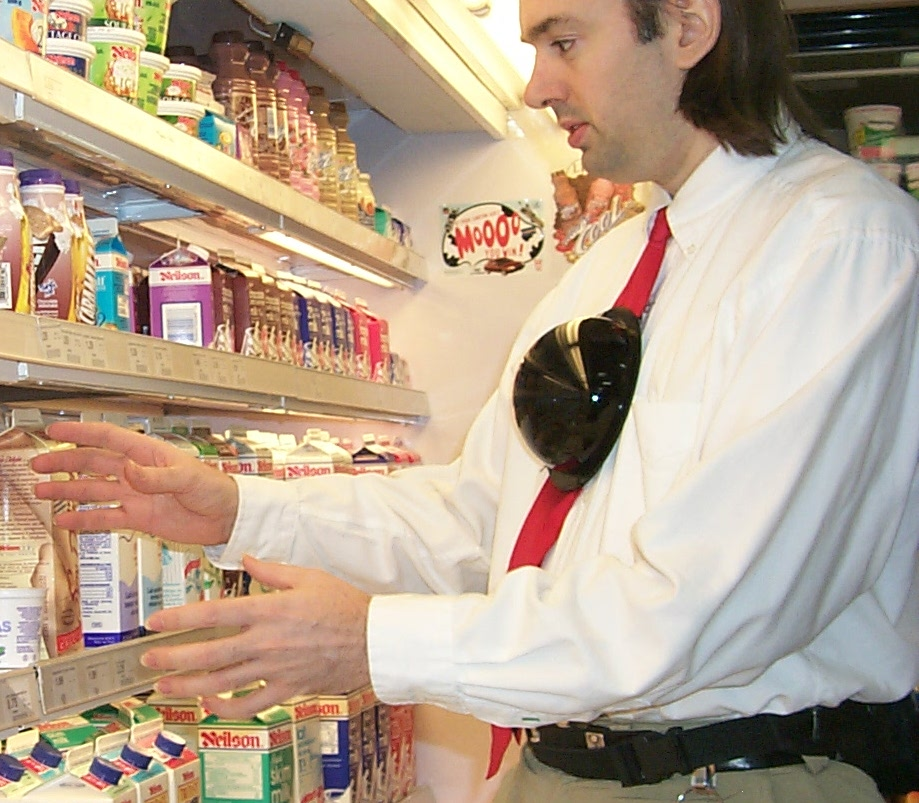
Projet en cours de développement en 1998

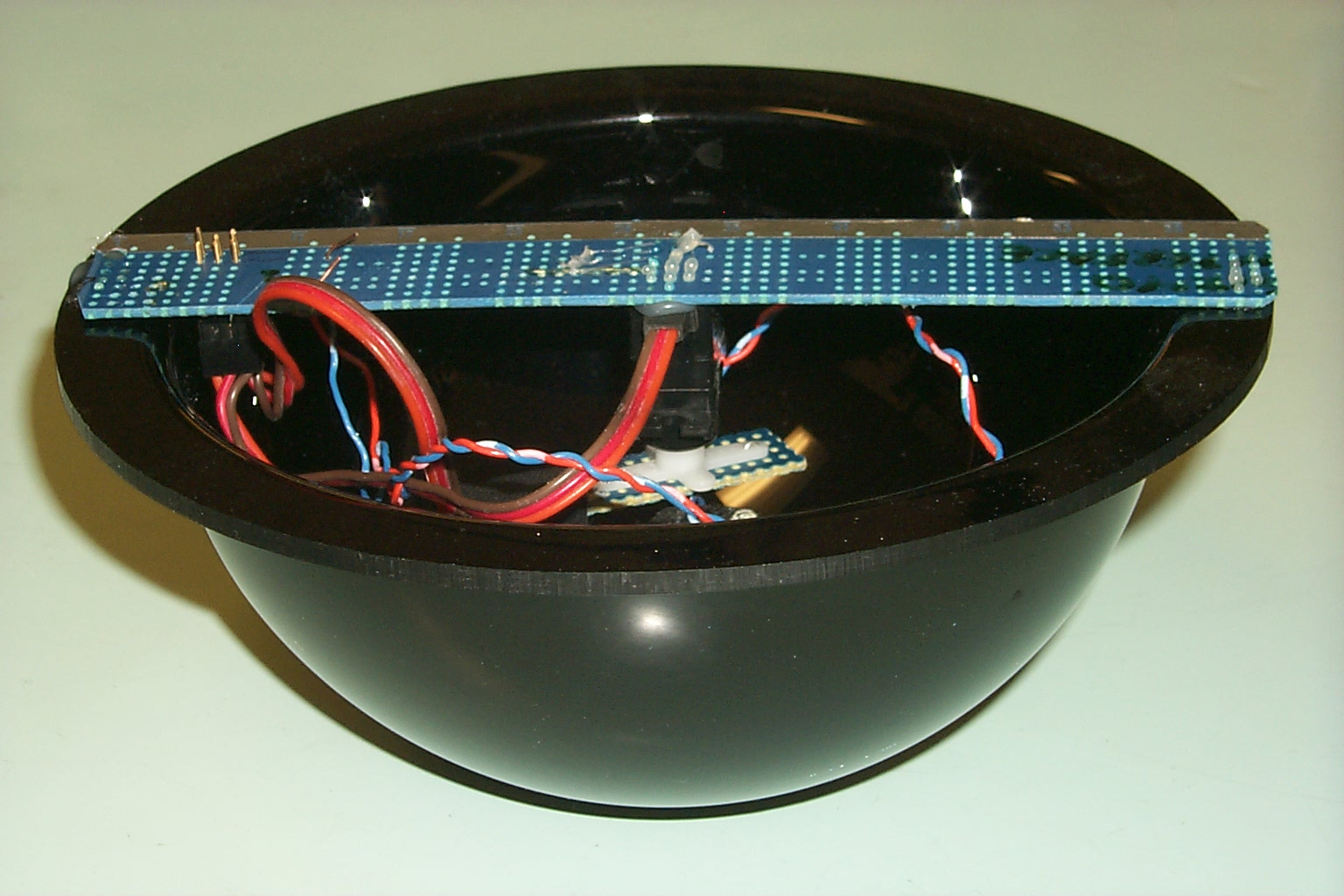
L'invention s'appelle "aremac".

Le projet  SixthSense (« sixième sens »), parfois dénommé WUW pour Wear ur world, est un projet d'ordinateur ubiquitaire et dématérialisé.
Ce projet est en cours de développement au MIT par Steve Mann, Pranav Mistry et Pattie Maes au MIT Media Lab et a été présenté en 2001. Ce projet était intitulé à l'origine Synthetic Synesthesia of the Sixth Sense,.
Il s'agit d'un système logiciel et d'interfaces permettant de transformer des objets de l'environnement quotidien en des éléments d'un ordinateur semi-dématérialisé, qu'on emporte avec soi ; de nombreux objets deviennent supports possibles d'information ou d'interaction. 

## Innovation
Ce nouveau type d'ordinateur se passe de souris, d'écran cathodique ou plat, de stylet ou de tablette graphique et de borne Internet. Il est pour l'instant commandé par des gestes simples, reconnus par l'ordinateur via des « capteurs » qui repèrent par exemple 4 points de repère (colorés en rouge, jaune, bleu et vert), apposés sur le bout de quatre des doigts de l'utilisateur. 
C'est un concept qui a rapidement attiré l'attention des médias spécialisés, mais aussi du grand public
.

## Principes
Abandonnant la dépendance au clavier, à la souris et à l'écran et même au poste de travail physique, Pranav Mistry associe entre eux une webcam, un picoprojecteur et un téléphone mobile. Il les a dotés d'interfaces d'échanges et de capacités d'analyse d'image et de mouvements. Il a ainsi déconstruit puis reconstruit le concept d'ordinateur individuel, en partant des besoins et de nos compétences gestuelles naturelles (Communication non verbale, gestuelle des doigts et des mains…).
Ce concept peut s'insérer dans un environnement pervasif, mais dans sa conception initiale, il privilégie l'interface 
usager-environnement physique.

## Objectifs
Ce projet vise une informatique mieux interfacée de manière fluide et intuitive avec le monde physique qui nous entoure. Il vise aussi à donner aux utilisateurs un accès simple et facile, voire transparent (c'est-à-dire en routine non directement consciemment perceptible) au « monde digital » et de la société de l'information à partir des situations, besoins et objets du quotidien. 
Il s'inscrit dans le champ de l'informatique ubiquitaire, et utilise à la fois la reconnaissance de gestes, une vision artificielle  simplifiée, et des interfaces tangibles. 

Il utilise pour fonctionner des éléments d'IA (intelligence artificielle), pour augmenter la réalité. 
Selon son inventeur ce système doit encore être miniaturisé et allégé, mais à terme il pourrait être disponible pour un prix équivalent à celui d'un téléphone mobile. Son coût matériel était de 350 dollars en 2009 (prototype), mais il pourrait être amélioré dans une logique collaborative et de partage ; son inventeur, Pranav Mistry,  a offert les résultats de son travail (innovations matérielles et logicielles) à tous, en open-source. 
Il vise aussi à réduire la fracture numérique, en diminuant le coût des outils, mais aussi en les rendant plus ergonomiques, intuitifs et proche de la gestuelle humaine naturelle.

## Récompenses honorifiques
Cette idée a valu à son inventeur, Pranav Mistry plusieurs prix, dont :
- Le projet Sixth Sense a été lauréat (« Invention de l'année ») en 2009 de l' « Invention Award » décerné par Popular Science[6] ;
- lauréat du « ‘Young Indian Innovator 2009’ award », par le Digit Magazine ;
- le prix du Jeune innovateur de moins de 35 ans[7].

#### Publications personnelles
- (en) P. Mistry, P. Maes. SixthSense – A Wearable Gestural Interface. To be appeared in SIGGRAPH Asia 2009, Sketch. Yokohama, Japan. 2009 ;
- (en)  P. Mistry, P. Maes. SixthSense – A Wearable Gestural Interface. To be appeared in SIGGRAPH Asia 2009, Emerging Technologies. Yokohama, Japan. 2009 ;
- (en)  P. Mistry, P. Maes, L. Chang. WUW - Wear Ur World - A Wearable Gestural Interface. In the ACM CHI2009 extended abstracts on human factors in computing systems. Boston, USA. 2009 ;
- (en)  P. Maes, P. Mistry. The Sixth Sense. TED talk in Reframe session.TED 2009. Long Beach, CA, USA 2009.

## Vidéographie
- (en)  P. Mistry. The thrilling potential of SixthSense technology (texte et vidéo, par . TED. Conférence, Mysore, Inde 2009
- (en) P. Mistry, P. Maes, L. Chang. WUW - Wear Ur World - A Wearable Gestural Interface. In the CHI '09 extended abstracts on Human factors in computing systems. Boston, USA. 2009
- (en) P. Maes, P. Mistry. Unveiling the "Sixth Sense", game-changing wearable tech. TED 2009. Long Beach, CA, USA 2009